# División del Zújar
La División del Zújar fue una unidad del Ejército Popular de la República que luchó en la Guerra civil española.

## Historial
La división fue creada en julio de 1938 en el frente de Extremadura, como una unidad de maniobra que amenazara los avances de las fuerzas de Queipo de Llano. Compuesta por las brigadas mixtas 25.ª, 66.ª y 81.ª —esta última traída desde el frente de Levante—, quedó situada en la zona alta del río Zújar. Tomaría parte en algunas acciones defensivas, antes de su disolución. Parte de sus fuerzas sirvieron de base para la creación de la 51.ª División, en el mes de agosto.